# Bildtafel der Verkehrszeichen in Südkorea
Die Bildtafel der Verkehrszeichen in Südkorea zeigt eine Auswahl wichtiger Verkehrszeichen in der Republik Korea.
Wie in anderen Ländern verwenden südkoreanische Verkehrszeichen Piktogramme, um ihre Bedeutung darzustellen. Der Text auf den Schildern ist normalerweise in Koreanisch und Englisch. Die Schilder sind normalerweise in einer Höhe von 1 bis 2,1 Meter angebracht. Auf südkoreanischen Straßenschildern werden Menschen mit realistischen (im Gegensatz zu stilisierten) Silhouetten dargestellt.
Bis in die 1970er Jahre orientierten sich die Verkehrszeichen in Südkorea eng an den japanischen und europäischen Vorschriften für Verkehrszeichen.
Südkorea hat das Wiener Übereinkommen über Straßenverkehrszeichen unterzeichnet, muss das Übereinkommen aber noch ratifizieren.

## Warnzeichen

101: Kreuzung
102: T-Kreuzung
103: Y-Kreuzung
104: Seitenkreuzung rechts
105: Seitenkreuzung links
106: Vorfahrt an Kreuzungen
107: Vorfahrt an Einmündungen rechts
108: Vorfahrt an Einmündungen links
109: Kreisverkehr
110: Bahnübergang
110-2: Straßenbahn
111: Kurve (rechts)
112: Kurve (links)
113: Doppelkurve (zunächst rechts)
114: Doppelkurve (zunächst links)
115: Gegenverkehr
116: Steigung
117: Gefälle
118: Verengte Fahrbahn
119: Einseitig (rechts) verengte Fahrbahn
120: Einseitig (links) verengte Fahrbahn
121: Vorgeschriebene Vorbeifahrt – rechts vorbei
122: Vorgeschriebene Vorbeifahrt – links und rechts vorbei
123: Beginn der Schnellstraße
124: Ende der Schnellstraße
125: Lichtzeichenanlage
126: Schleudergefahr
127: Ufer
128: Unebene Fahrbahn
129: Bremsschwelle
130: Steinschlag
132: Fußgängerübergang
133: Kinder
134: Radfahrer
135: Baustelle
136: Flugbetrieb
137: Seitenwind
138: Tunnel
138-2: Brücke
139: Wildwechsel
140: Andere Gefahren
141: Stau

## Verbotszeichen

201: Straßensperrung
202: Gesperrt für Kraftfahrzeuge aller Art
203: Gesperrt für LKWs
204: Gesperrt für Busse
205: Gesperrt für Motorräder, Mopeds und andere Fahrzeuge mit zwei Räden
206: Gesperrt für Kraftfahrzeuge, Motorräder und Mopeds
207: Gesperrt für Pflüge, Traktoren und Schubkarren
210: Verbot für Fahrräder
211: Einfahrverbot für Fahrzeuge
212: Geradeausfahren verboten
213: Rechtsabbiegen verboten
214: Linksabbiegen verboten
216: Wendeverbot
217: Überholverbot
218: Absolutes Haltverbot
219: Eingeschränktes Haltverbot
220: Verbot für Fahrzeuge über angegebenes tatsächliches Gewicht
221: Verbot für Fahrzeuge über angegebene Höhe einschließlich Ladung
222: Verbot für Fahrzeuge über angegebene Breite einschließlich Ladung
223: Mindestabstand zwischen Fahrzeugen
224: Zulässige Höchstgeschwindigkeit
225: Vorgeschriebene Mindestgeschwindigkeit
226: Langsam fahren
227: Halt
228: Vorfahrt gewähren
230: Verbot für Füßgänger
231: Verbot für Kraftfahrzeuge mit gefährlichen Gütern
Gesperrt für NEVs (Neighborhood Electric Vehicle)

## Gebotszeichen

301: Nur Kraftfahrzeuge
302: Nur Fahrräder
303: Nur Fußgänger und Fahrräder
303-2: Nur Straßenbahnen
304: Kreisverkehr
305: Vorgeschriebene Fahrtrichtung – geradeaus
306: Vorgeschriebene Fahrtrichtung – rechts
307: Vorgeschriebene Fahrtrichtung – links
308: Vorgeschriebene Fahrtrichtung – geradeaus und rechts
309: Vorgeschriebene Fahrtrichtung – geradeaus und links
309-2: Vorgeschriebene Fahrtrichtung – links und wenden
310: Vorgeschriebene Fahrtrichtung – links und rechts
311: Vorgeschriebene Fahrtrichtung – Wenden
312: Vorgeschriebene Vorbeifahrt – links und rechts vorbei
313: Vorgeschriebene Vorbeifahrt – rechts vorbei
314: Vorgeschriebene Vorbeifahrt – links vorbei
315: Vorgeschriebene Fahrtrichtungen in den jeweiligen Spuren
316: Vorgeschriebene Fahrtrichtung – Umleitung
317: Getrennter Geh- und Radweg
318: Radweg
319: Parkplatz
320: Parkplatz für Fahrräder
321: Fußgängerzone
322: Fußgängerübergang
323: Vorsicht, ältere Menschen
324: Vorsicht, Kinder
325: Überweg für Fahrräder
326: Einbahnstraße
327: Einbahnstraße
328: Einbahnstraße
329: Ungeschütztes Linksabbiegen
330: Busspur
330-2: Straßenbahnspur
331: Carsharing-Spur
332: Vorrang vor dem Gegenverkehr
334: Stadt
333: Paralleles Fahrradfahren erlaubt

## Zusatzzeichen

401: Beschränkung gilt in 100 Metern
402: Beschränkung gilt für die nächsten 500 Meter
Ortsteilname
404: Beschränkung gilt ausgenommen Sonn- und Feiertage
405: Nur einstündiges Parken zwischen 8 und 20 Uhr
406: Nur einstündiges Parken
407: Beschränkung gilt an der roten Ampel
408: Vorfahrtstraße
409: Sichere Geschwindigkeit (30 km/h)
410: Nebel
411: Glatte Straßen
412: Verkehrsregeln beachten
413: Überqueren verboten
414: Nur PKWs
415: Langsam fahren
416: Tunnellänge 258 Meter
417: Anfang des Abschnitts
418: Mitte des Abschnitts
419: Ende des Abschnitts
420: Beschränkung gilt nach rechts
421: Beschränkung gilt nach links
422: Beschränkung gilt geradeaus in 50 Metern
423: Beschränkung gilt für Fahrzeuge über 3,5 Tonnen
424: Beschränkung gilt für Fahrzeuge über 3,5 Meter
425: Beschränkung gilt in 100 Metern
428: Abschleppbereich
429: Schutzbereich für Kinder

## Informationszeichen
Richtungs- und Entfernungszeichen sind rechteckig mit dunkelgrünem Hintergrund und weißer Schrift. In städtischen Gebieten haben sie einen dunkelblauen Hintergrund. Die Schilder sind normalerweise in Koreanisch und Englisch geschrieben. Im März 2010 führte die Korea Expressway Corporation eine neue Art von Verkehrszeichen für Autobahnen ein. Derzeit tauscht sie die alten Zeichen gegen neue aus. Diese neue Art von Informationszeichen basiert auf der Ausfahrt, und die Schriftart änderte sich von Sandol Doropyojipanche (Sandol-Verkehrszeichenschrift) zu Hangilche (Hangil-Schriftart). Dies gilt auch für alle anderen Straßen.

Autobahn
Ende der Autobahn
Ende der Autobahn
Ankündigung eines Rastplatzes
Ankündigung einer Raststätte
Ankündigung der nächsten Raststätten
Ankündigung einer Raststätte
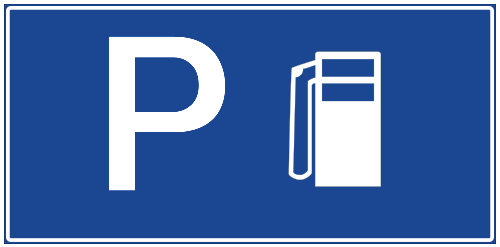
Parkplatz mit Tankstelle
Rastplatz
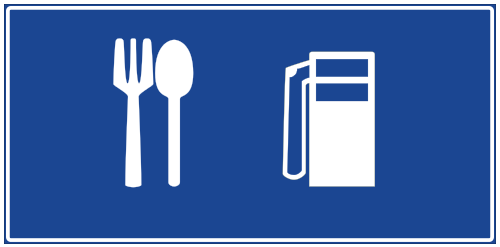
Restaurant und Tankstelle
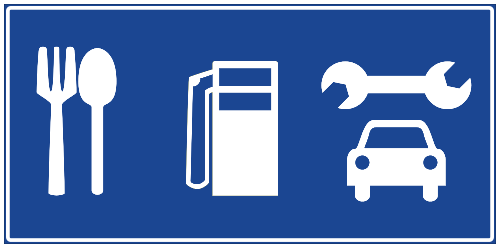
Restaurant, Tankstelle und Werkstatt
Ankündigung einer Raststätte
Raststätte
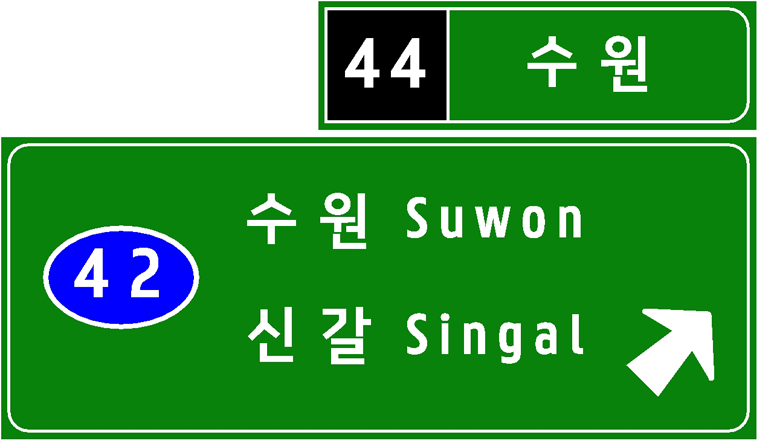
Orientierungstafel auf Autobahnen
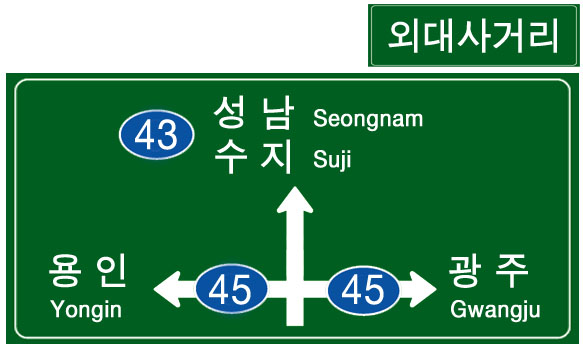
Orientierungstafel an Kreuzungen
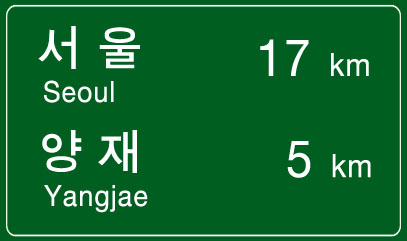
Entfernungstafel (alt)
Entfernungstafel (neu)
Orientierungstafel
Orientierungstafel

## Straßennummerierung

Asian Highway
Autobahn
Nationalstraße
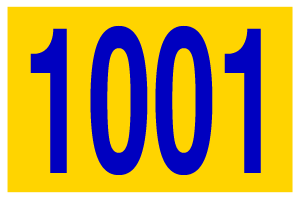
Lokale Straße
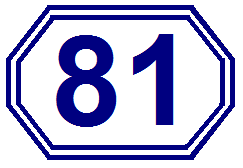
Städtische Straße
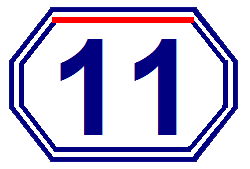
Stadtautobahn

## Historische Verkehrszeichen

106: Vorfahrt an Kreuzungen
131: Wasserspritzer
134: Radfahrer
210: Verbot für Fahrräder
215: Verbot zum Überqueren der Mittellinie
218: Absolutes Haltverbot
219: Eingeschränktes Haltverbot
227: Halt
Kein Fußgängerübergang
Verbot für Füßgänger
Hupen verboten
Gesperrt für Schubkarren
Gesperrt für Kutschen und Schubkarren
Gesperrt für Pflüge und Traktoren
301: Nur Kraftfahrzeuge
301: Nur Kraftfahrzeuge
302: Nur Fahrräder
303: Nur Fußgänger und Fahrräder
320: Parkplatz für Fahrräder
325: Überweg für Fahrräder
Hupen
Schneeketten vorgeschrieben
Ende der Beschränkung
Ende der Beschränkung
Autobahn
Ende der Autobahn
Hinweisschild Tunnel
Hinweisschild Tunnel
Sicherheitszone

## Besonderheiten
Verkehrszeichen in Südkorea sollten als Verkehrszeichen auf dem Verkehrszeichenplan bezeichnet werden, da die tatsächliche Gestaltung der installierten Verkehrszeichen häufig anders ist.